# Michael Shawn Lewis
Michael Shawn Lewis (* 15. November 1971 in Riverside (Kalifornien)) ist ein amerikanischstämmiger Musicalsänger, der in Deutschland als Raoul (Phantom der Oper) und Kaiser Franz Joseph (Elisabeth) bekannt wurde.

## Karriere
Michael Lewis wurde in Kalifornien, USA, geboren und wuchs in den Bergen von Tennessee auf. Von sich selbst sagt er, er hätte, solange er sich erinnern könne, in seinem Leben immer schon gesungen. Seinen Bachelor of Music – Abschluss bekam er an der Stetson University; seinen Masterabschluss – ebenfalls im Klassischen Gesang – am New England Conservatory. Danach zog er nach New York, um seine Studien privat fortzusetzen. Ebenfalls wie Kristian Korsholm Vetter und Kasper Holmboe hatte Lewis sein erstes Engagement auf deutschem Boden in Duisburg bei Les Misérables, wo er sowohl den Marius, als auch den Enjolras gab. Zudem partizipierte er als Kaiser Franz Joseph an der Seite von Uwe Kröger und Pia Douwes an der Deutschlandpremiere vom Musical Elisabeth. An dieser Spielstätte wurde er dann von André Bauer abgelöst.

## Engagements
- Phantom der Oper (Hamburg, Antwerpen (Belgien), New York, Stuttgart, National Tour USA|Raoul, Marksman)
- Les Misérables (Duisburg|Marius, Enjolras)
- Elisabeth (Essen|Kaiser Franz Joseph)
- Oklahoma! (Daytona (USA)|Curly)
- Primrose (New York|Hilary)
- Die Schöne und das Biest (Daytona (USA)|Biest)
- The Woman In White (New York (USA)|Walter)
- Nine (Daytona (USA)|Guido)
- Little Women (St. Louis (USA)|Professor Bhaer)

## Diskographie
- Elisabeth – Essen Promo CD (2001)
- Elisabeth – Original German Cast Essen (2001)
- Heaven And Hope (2002)
- Carols For A Cure – Broadway's 2002 Greatest Gifts (2002)
- Leonard Bernstein's Peter Pan (2005)